# Collège Marie-de-l'Incarnation
Le Collège Marie-de-l'Incarnation de Trois-Rivières est une école primaire et secondaire privée et mixte située au cœur de l'arrondissement historique de Trois-Rivières. L'établissement accueille un peu plus de 750 élèves. Fondé par les missionnaires ursulines de Trois-Rivières, elle est la plus ancienne institution scolaire trifluvienne. L'établissement doit son nom à Marie Guyart, également désignée sous l'appellation de Marie-de-l'Incarnation.